# Albert Recio Andreu
Albert Recio Andreu (Barcelona, 1949). Economista, professor i activista social.
Professor d'Economia a la Universitat Autònoma de Barcelona. Especialista en Economia laboral amb múltiples investigacions i publicacions sobre condicions laborals, salaris i models nacionals d'ocupació. Va ser impulsor de les Jornades d'Economia Crítica. Membre de l'equip editorial de la Revista d'Economia Crítica i de la revista digital "Mientras Tanto". Els seus inicis de militància social foren en el moviment estudiantil. Veí del districte barceloní de Nou Barris. Ha col·laborat amb diverses entitats, amb dedicació especial al moviment veïnal. Ha estat vicepresident de la Federació d'Associacions de Veïnes i Veïns de Barcelona, a la qual ha representat en diversos organismes de participació.

## Obres
- Quien parte y reparte: el debate sobre la reducción del tiempo de trabajo. Amb Jorge Riechmann. Barcelona: Icaria, 1997. 84-7426-322-0

- Trabajo, personas, mercados: manual de economía laboral. Barcelona: Fuhem, 1997. 84-7426-311-5

- Capitalismo y formas de contratación laboral. Ministerio de Trabajo y Seguridad Social, 1988. 84-7434-457-3